# Люблю тебе, життя!
«Люблю тебе, життя!» — радянський художній чорно-білий фільм, поставлений на кіностудії «Ленфільм» в 1960 році режисером Михайлом Єршовим за оригінальним сценарієм Михайла Берестинського. Прем'єра фільму в СРСР відбулася 10 червня 1961 року.

## Сюжет
Ленінград кінця 1950-х років. Молодий інженер Тимофій Корнєєв працює на кондитерській фабриці. Нещодавно вступивши в партію, він намагається налагодити культуру виробництва, полегшити роботу на найскладніших ділянках. Його починання знаходять підтримку у директора, хоча у них різний підхід до вирішення проблем.
Випадково Тимофій знайомиться з Єгоркою і його дідусем, який знаходиться при смерті. Незабаром він розуміє, що в будинку збираються свідки Єгови, і робить все можливе, щоб забрати хлопчика. За Єгором стежить приїхавший на місце діда Терентій, але він не може перешкодити Корнєєву забрати дитину.
На цій же фабриці в цеху шоколадних цукерок працює Груня, глибоко релігійна дівчина, що ходила на збори в будинок Єгора і потрапила під вплив єговістів. У неї закохується Женя Сухоруков — фабричний постачальник, романтичний і надійний товариш Тимофія. Він намагається добитися взаємності Груні, з делікатністю і тактом намагається показати їй інше життя. Груня долає початкову недовіру до свого нового знайомого і безповоротно йде від помилок минулого.

## У ролях
- Геннадій Вєрнов —  Тимофій Борисович Корнєєв
- Аріадна Шенгелая —  Олена Топіліна
- Ірина Буніна —  Груня, працівниця шоколадного цеху
- Олексій Кожевников —  Женя Сухоруков, постачальник
- Галина Інютін —  Зінаїда Михайлівна Топіліна, директор фабрики
- Володимир Честноков —  Павло Миколайович Топілін
- Віра Кузнецова —  Ксенія Григорівна Корнєєва, мати Тимофія
- Майя Блінова —  Галишева
- Олександр Афанасьєв —  Терентій
- Долорес Столбова —  Світлана
- Валентина Хмара —  Настя
- Лілія Гурова —  Віра
- Лідія Колпакова —  Майя
- Микола Сергеїчев —  Єгорка
- Михайло Дубрава —  епізод
- Євген Григор'єв —  член парткому
- Сергій Голубєв —  Прохоров, робітник
- Олег Каравайчук —  Олег, гість за роялем на новорічній вечірці
- Любов Малиновська —  Анна Севастьяновна
- Олександр Массарський —  епізод
- Павло Первушин —  дід Єгорки
- Федоровський Федір (актор)Федір Федоровський —  член парткому

## Знімальна група
- Автор сценарію —  Михайло Берестинський
- Режисер-постановник —  Михайло Єршов
- Головний оператор —  Володимир Бурикін
- Художник —  Олексій Федотов
- Режисер —  Семен Дерев'янський
- Композитор —  Олег Каравайчук
- Звукооператор — Борис Хуторянський
- Оператор —  Олександр Дібрівний
- Монтажер —  Марія Бернатська
- Редактор —  Арнольд Вітоль
- Оркестр Ленінградської державної філармонії
 Диригент —  Олег Каравайчук
- Директор картини —  Поліна Борисова